# Caso Sonja Engelbrecht
A morte de Sonja Engelbrecht é um caso criminal sem solução de Munique, Alemanha. Engelbrecht desapareceu na noite de 11 de abril de 1995. Sua morte foi anunciada em 23 de novembro de 2021, depois que seus restos mortais foram encontrados em uma floresta perto de Kipfenberg. A polícia ainda não determinou a causa da morte, mas eles supõem que ela tenha sido morta por um ataque com intenções sexuais.
O caso Engelbrecht ganhou uma cobertura contínua por várias décadas, tanto em jornalismo tabloide quanto nos grandes jornais da Alemanha. Foi descrito como um dos maiores casos de desaparecimento da Alemanha e o caso arquivado mais famoso de Munique. O caso foi apresentado em programas de televisão nacionais como Hans Meiser e Menschen bei Maischberger. Aktenzeichen XY ... ungelöst, o programa de televisão sobre crimes mais popular da Alemanha, falou sobre o caso duas vezes, em 2012 e 2023.

## Sonja Engelbrecht
Sonja Engelbrecht (5 de abril de 1976; desapareceu em 11 de abril de 1995; encontrada morta em 2020) era uma estudante. Na época do desaparecimento, ela estava vivendo com seus pais no distrito Laim de Munique. Engelbrecht tinha uma irmã mais velha com quem dividia um carro.
Segundo seus pais, Engelbrecht tinha um grupo de amigos que passavam o tempo com ela nos finais de semana, apesar dela ser pessoalmente tímida. Ela escutava música dark wave, e visitou boates como Tilt, Flex e Backstage. Engelbrecht teve vários pretendentes, mas não estava em um relacionamento sério na época de seu desaparecimento. Seus pais também contaram aos repórteres que ela tinha um bom relacionamento com eles e não estava tomando drogas ilegais. Isso foi corroborado após seu desaparecimento, quando a polícia investigou possíveis ligações com o mundo das drogas em Munique, mas não conseguiu encontrar nenhuma conexão.
Engelbrecht tinha cerca de 170 cm de altura e é descrita como magra, pesando 50 kg. Ela tinha cabelos longos e loiros, olhos azul-esverdeados, orelhas furadas e usava uma argola no nariz. Sua aparência geral é descrita como atraente. Na noite em que desapareceu, ela estava usando um suéter roxo, calça de couro preta, jaqueta de couro preta e botas pretas de cano alto.

## Desaparecimento

### 10 de abril, segunda-feira
Engelbrecht não planejava sair no dia 10 de abril, mas mudou de ideia espontaneamente quando um ex-colega de escola a convidou para ir ao pub Zum Vollmond. Esse pub era frequentado por um público mais jovem interessado nos estilos musicais Independent, Wave e Punk. Apesar de ser uma segunda-feira, Engelbrecht não precisou ir às aulas no dia seguinte, pois sua escola profissionalizante estava em férias de primavera durante a Semana Santa.
Às 21:15, Engelbrecht reuniu-se com um amigo na Estação Central de Munique. Os dois passaram a noite no pub Zum Vollmond da rua Schleißheimer Straße com outros amigos.

### 11 de abril, terça-feira

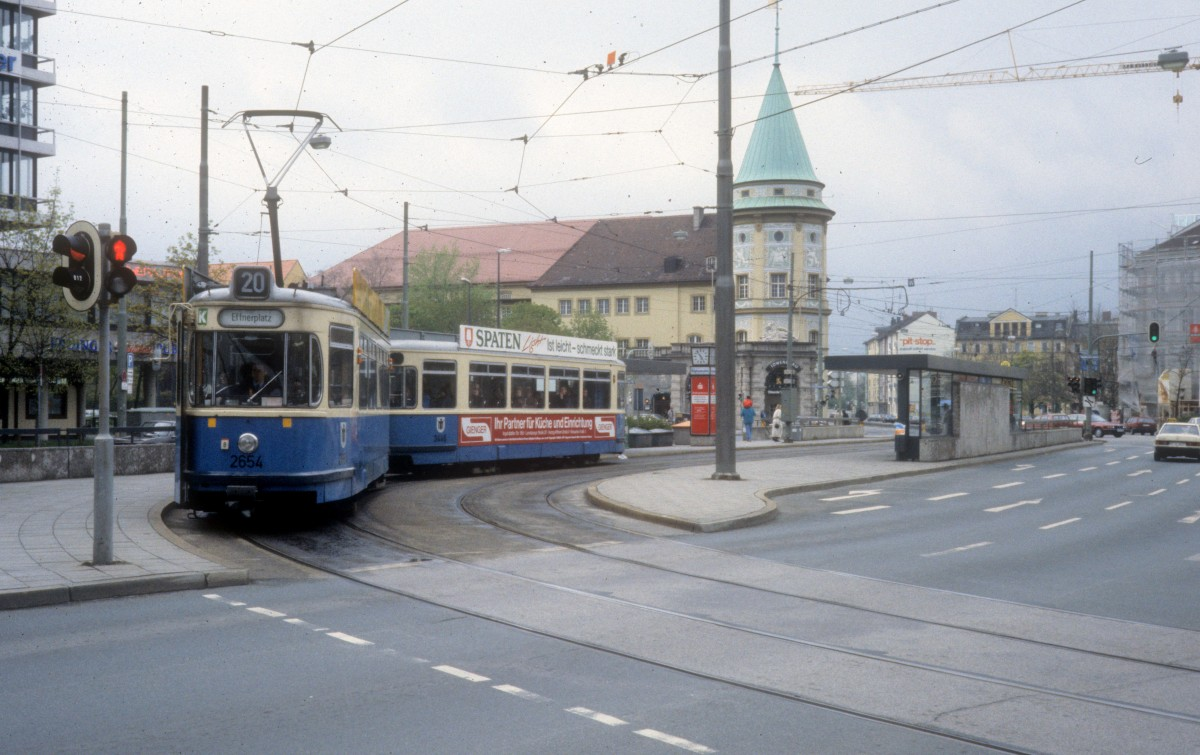
Engelbrecht foi vista pela última vez por uma testemunha em 11 de abril de 1995 às 2:28 da manhã em Stiglmaierplatz, Munique (fotografado em 1990).

Em algum momento após a meia-noite, o grupo decidiu continuar a noite no apartamento de um desses conhecidos. Esse apartamento estava situado próximo de Schellingstraße. Aproximadamente às duas da manhã, Engelbrecht e seu amigo deixaram o apartamento. Elas voltaram a pé para a Stiglmaierplatz, que é o centro de várias linhas de transporte público de Munique. Engelbrecht queria ligar para sua irmã para que ela a pegasse e a levasse para casa, enquanto seu amigo queria pegar o bonde para casa. Eles chegaram à Stiglmaierplatz às 2:28 da manhã e se aproximaram de uma cabine telefônica. No entanto, quando seu companheiro viu a linha de bonde N20 chegando, ele lhe deu seu cartão telefônico e rapidamente partiu para o bonde. Engelbrecht foi deixada sozinha e não foi mais vista ou ouvida depois disso.

## Investigação
Os pais de Engelbrecht relataram o desaparecimento de sua filha na quarta-feira, 12 de abril. A polícia não investigou imediatamente porque Engelbrecht era maior de idade. Em vez disso, eles presumiram que ela havia fugido por alguns dias e que provavelmente reapareceria por conta própria.

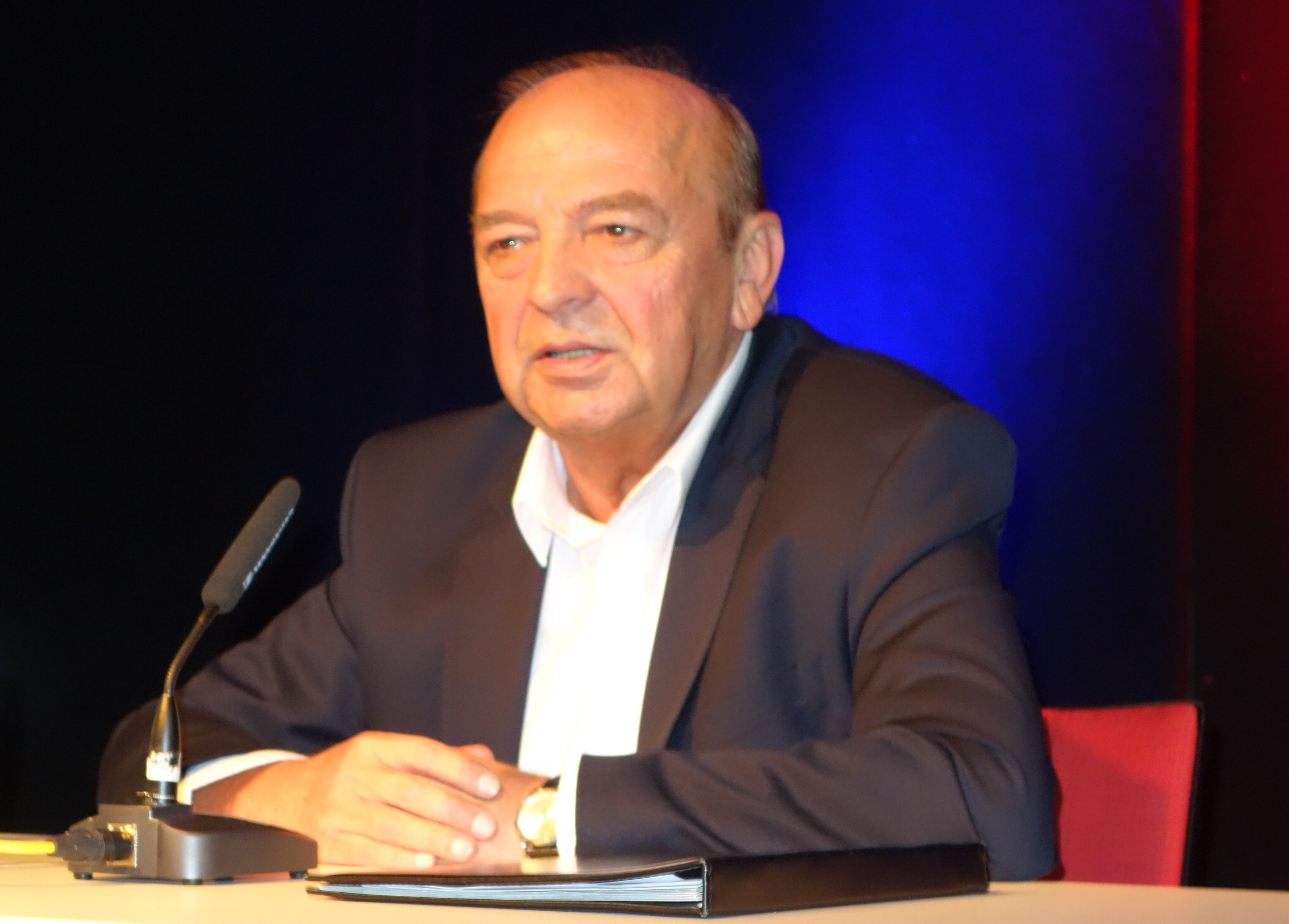
Josef Wilfling, o chefe do esquadrão de homicídios da polícia de Munique na década de 2000, disse que o caso de Engelbrecht foi o primeiro caso que ele se arrependeu de não ter resolvido durante seu mandato.

Quando isso não aconteceu, os policiais começaram a investigar o desaparecimento, e depois de 15 dias o caso foi transferido para o esquadrão de homicídios. Eles formaram uma equipe policial chamada SoKo Sonja, que tinha seis detetives da polícia especializados em investigações de  homicídios e pessoas desaparecidas. A equipe falou com mais de 80 possíveis testemunhas e seguiu um grande número de pistas. A polícia rapidamente eliminou o amigo como suspeito. Com Stiglmaierplatz sendo usado para reuniões sobre drogas na década de 1990, a polícia investigou possíveis ligações sobre isso, e até escavou o pequeno jardim da família de Engelbrecht para excluir qualquer possibilidade. Apesar da falta de provas conclusivas, a polícia passou a considerar um homicídio como o cenário mais provável e a certo ponto informou aos pais que não havia muito mais a fazer exceto "esperar até que o corpo fosse encontrado".
A polícia recebeu novas informações em 2010, após o caso da Engelbrecht ter sido apresentado em vários programas de televisão. Várias mulheres falaram sobre um homem que se aproximou delas na noite do desaparecimento. O principal investigador do esquadrão de homicídios, Josef Wilfling, estava otimista sobre resolver o caso. Quando isso não aconteceu, a polícia decidiu trabalhar junto do programa Aktenzeichen XY ... ungelöst e alertar o público. Em 28 de novembro de 2012, o novo chefe de investigação, Robert Bastian, apresentou o caso no programa. Ele apontou que, nos anos 90, a Stiglmaierplatz se situava perto do passeio de Munique e que clientes costumavam fazer pegação na zona. Por isso, perguntou se as antigas prostitutas ou os seus clientes estariam dispostos a apresentar-se como testemunhas. No entanto, nenhum destes esforços trouxe mais pistas sobre o que aconteceu com Engelbrecht depois das 2:30 da manhã de 11 de abril e o porta-voz da polícia, Werner Kraus, caracterizou o seu desaparecimento como um "caso sem pistas".

## Descoberta e nova investigação

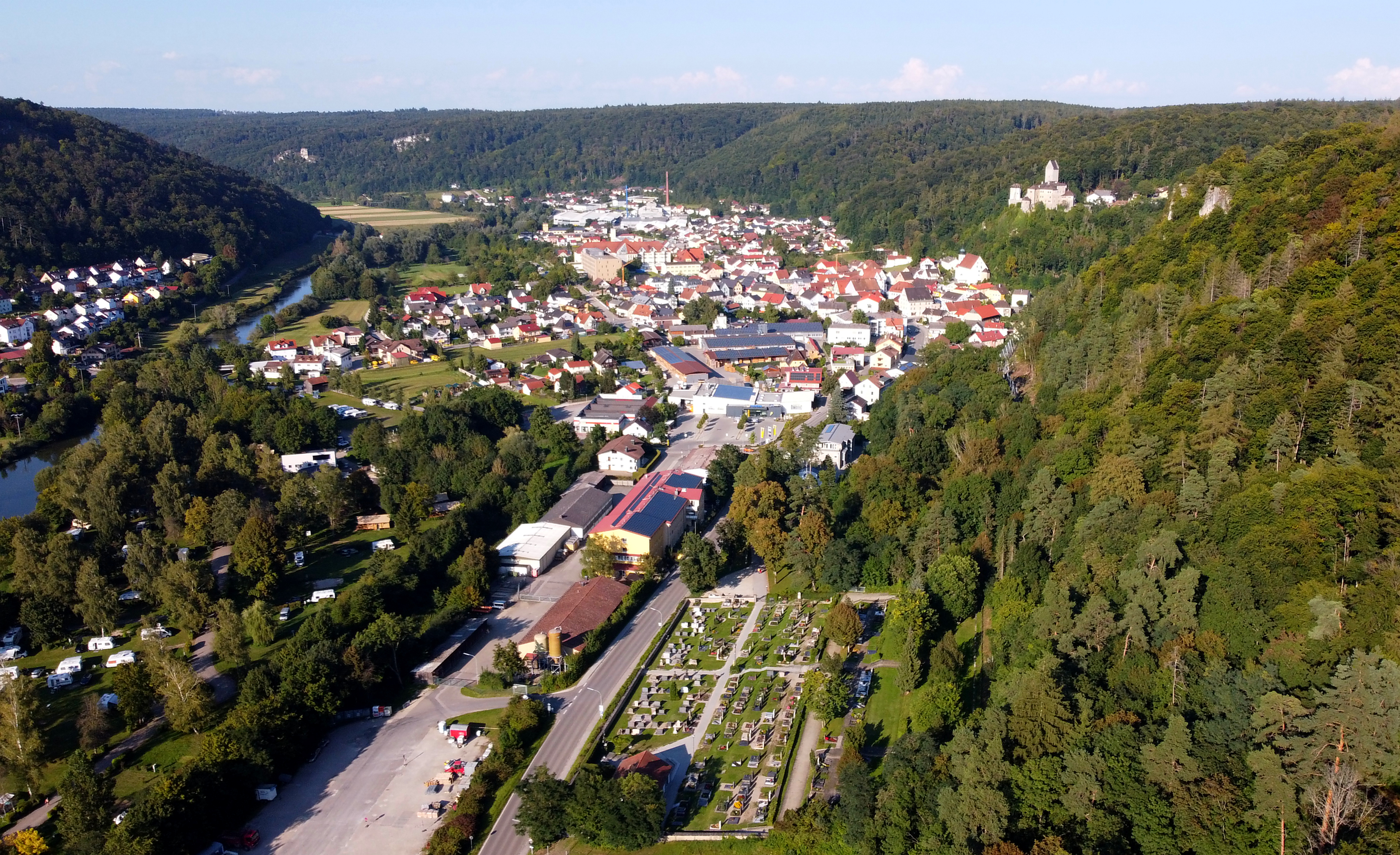
Os restos mortais de Engelbrecht foram descobertos numa zona arborizada a noroeste (à esquerda na imagem) de Kipfenberg.

Em 23 de novembro de 2021, foi anunciado que um osso foi encontrado por trabalhadores florestais no verão de 2020 em uma floresta perto de Kipfenberg, Alemanha, aproximadamente 100 quilômetros a norte da última localização conhecida de Engelbrecht.
Este foi identificado positivamente por um exame de ADN como sendo o fêmur de Engelbrecht. Em 30 de março de 2022, os investigadores anunciaram a realização de esforços adicionais de busca em grande escala. Foram encontrados mais ossos e fragmentos de ossos numa encosta íngreme, no interior de uma dolina, incluindo um pedaço de maxilar inferior com dentes, que está a ser examinado por tecnologia de ADN. Os investigadores assumem que a dolina é o local onde Engelbrecht foi depositada, sendo na mesma floresta onde o fêmur foi encontrado em 2020. Apesar das acusações de homicídio, o caso não é considerado um assassinato e a causa da morte é desconhecida.
Querendo ajuda com as novas pistas, a polícia decidiu trabalhar junto de Aktenzeichen XY ... ungelöst, que apresentou o caso de Engelbrecht pela segunda vez em março de 2023. Nesta transmissão, o investigador principal, Ronald Baader, mostrou uma quantidade de novas pistas e pediu aos telespectadores para darem mais informações. Baader confirmou que a polícia havia conseguido criar um perfil de ADN a partir das evidências recém-adquiridas e pediu que até mesmo "suspeitas vagas" fossem relatadas. Ele também mostrou fragmentos de um cobertor encontrado ao lado dos restos mortais de Engelbrecht e perguntou sobre possíveis pistas de sua identidade. O programa gerou um número considerável de denúncias, com mais de 50 ligações recebidas somente durante o episódio. Nas semanas seguintes ao episódio, um detetive amador conseguiu identificar o tipo de cobertor a partir dos artefatos mostrados no episódio.

## Cobertura na mídia

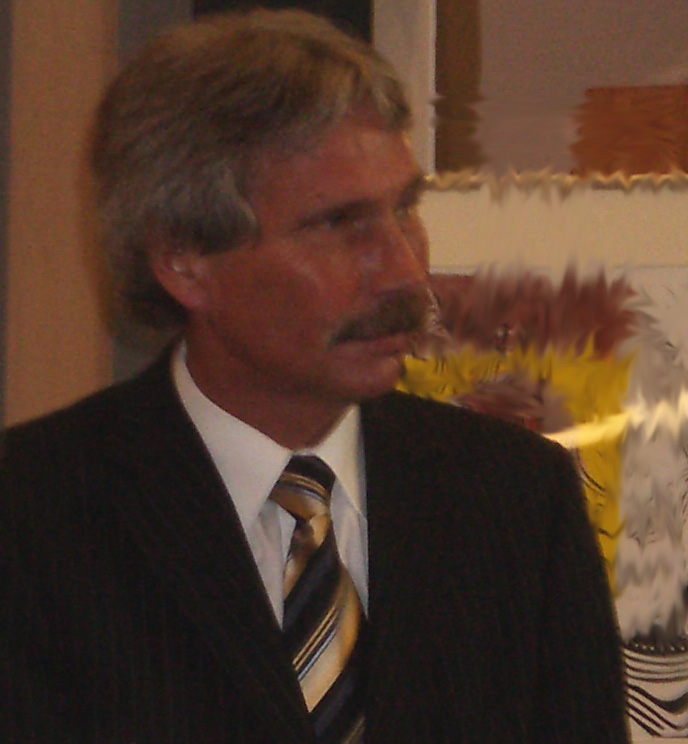
Udo Nagel, chefe do esquadrão de homicídios da polícia de Munique na década de 1990, criticou o jornal Süddeutsche Zeitung por desequilíbrios em suas reportagens sobre o caso.

No início, o caso Engelbrecht atraiu apenas interesse modesto e maior parte da cobertura foi feita por jornais locais. Seus pais, portanto, tentaram aumentar a conscientização sobre o desaparecimento da filha dando entrevistas e aparecendo em programas de TV como o talk show da RTL, Hans Meiser, Fliege da Das Erste e o programa da Sat.1 Bitte melde dich. O interesse em seu caso aumentou quando, em 2012, seu caso foi apresentado no popular programa alemão sobre crimes Aktenzeichen XY ... ungelöst, devido às semelhanças com o desaparecimento de Natascha Kampusch. O episódio tornou seu caso conhecido por um público de milhões de pessoas, e jornais e revistas nacionais começaram a noticiar seu desaparecimento. Em outubro de 2013, a mãe de Engelbrecht apareceu no programa Menschen bei Maischberger.
Quando, em 2021, o fêmur recém-encontrado foi confirmado como pertencente a Engelbrecht, a RTL entrevistou o biólogo forense Mark Benecke sobre possíveis pistas que poderiam surgir a partir da descoberta. Em 2022, o popular programa alemão de drama policial Tatort transmitiu o episódio Borowski und der Schatten des Mondes (em português: Borowski e a Sombra da Lua), pelo qual o caso de Engelbrecht foi apontado como inspiração. Em 2023, Aktenzeichen XY ... ungelöst apresentou o caso pela segunda vez. Esse episódio levou a uma série de novas pistas e as principais publicações relataram regularmente os novos descobrimentos sobre o caso.
A mídia também noticiou a difícil relação entre a família de Engelbrecht e a polícia. Seus pais expressaram frustração com o que consideraram uma falta de confiança e um foco equivocado na investigação. Por outro lado, Udo Nagel publicou uma carta aberta no jornal Süddeutsche Zeitung onde ele abordou e rejeitou essas acusações. Josef Wilfling, o chefe do esquadrão de homicídios na década de 2000, usou o caso Engelbrecht em uma entrevista sobre o desaparecimento de Rebecca Reusch para apontar que conversas com parentes de uma pessoa desaparecida são algo “difícil de equilibrar” para investigadores de homicídios.

## Teorias

### Dos pais
Antes da descoberta de seus restos mortais, os pais da Engelbrecht opinaram que sua filha poderia ter sido vítima do tráfico de pessoas. Eles também especularam sobre possíveis perpetradores da cultura ocultista e gótica. Os pais também expressaram dúvidas sobre a versão dos eventos contada pelo amigo, afirmando que a irmã de Engelbrecht não havia recebido nenhuma ligação telefônica naquela noite e que tanto uma cabine telefônica quanto um ponto de bonde teriam sido mais rápidos de alcançar do que caminhar até a Stiglmaierplatz. Eles, portanto, suspeitaram que o amigo poderia estar envolvido no desaparecimento.

### Polícia
A polícia, no entanto, descartou os companheiros de Engelbrecht daquela noite como suspeitos e confirmou repetidamente que suas declarações correspondiam aos resultados da investigação em todos os pontos relevantes ao crime. Inicialmente, eles presumiram que ela poderia ter fugido por alguns dias. Mas quando ela não reapareceu, a polícia começou a considerar que homicídio era o cenário mais provável. Eles presumiram que ela entrou voluntariamente no carro de seu assassino para chegar em casa ou que foi forçada a fazê-lo. O cabeça do esquadrão de homicídios na época, Udo Nagel, disse que, se este não fosse o caso, testemunhas teriam lembrado de ver a “bonita e atraente” Engelbrecht naquela noite. Essa teoria foi ainda mais fortalecida por investigações que indicaram que, em pelo menos uma ocasião anterior, ela havia tentado pegar carona para voltar para casa depois de uma noitada.
Depois que seus restos mortais foram descobertos em 2020, foram encontradas novas evidências que levaram a polícia a revisar e melhorar sua avaliação. Por exemplo, o fato de ela ter sido encontrada sem roupas fortaleceu a teoria de que ela foi assassinada em um ataque com intenções sexuais. Acredita-se que o assassino embrulhou o corpo dela em lonas que haviam sido usadas anteriormente durante trabalhos de construção ou reforma. A polícia, portanto, acredita que o autor do crime pode ter sido um pintor de casas ou que estava envolvido em trabalhos de reforma em 1995. Esse fato foi relacionado a uma grande feira comercial da indústria de construção, realizada na Theresienwiese, em Munique, no final de semana anterior ao desaparecimento. Além disso, assumem que o assassino era familiar com Kipfenberg, pois o local onde ela foi encontrada era difícil de encontrar e pouco conhecido até entre as pessoas locais.

### Outras
Dado as semelhanças com o desaparecimento de duas outras mulheres em Munique na década de 1990, houve suspeitas de que um assassino em série poderia estar por trás de tudo. Porém, após novas evidências terem surgido, a polícia parou de presumir uma conexão. Comentaristas também observaram semelhanças com o estupro e assassinato de uma jovem em Freiburg em 1997, que também havia desaparecido após uma feira industrial e cujo cadáver foi encontrado posteriormente em uma floresta. A imprensa também especulou sobre uma possível conexão com a descoberta de dois cadáveres, que também foram encontrados em uma floresta perto de Kipfenberg em 2020. Os dois mortos foram identificados como um casal de Ingolstadt que estava desaparecido desde 2002. No entanto, Andrea Grape, a procuradora-chefe de Ingolstadt, declarou que a semelhança entre os casos é “uma coincidência muito, muito estranha.”